# Hayashi rice
Hayashi rice (ハヤシライス hayashi raisu) er en japansk ret bestående af oksekød og løg. Den tilberedes til en kraftig sovs, der indeholder rødvin eller tomatsovs, og spises sammen med ris. En lignende ret er karee, japansk curryris.
Der er forskellige bud på, hvor navnet stammer fra. En teori er, at retten blev opfundet af grundlæggeren af boghandlerkæden Maruzen, Yuteki Hayashi (早矢仕 有的), og opkaldt efter ham.